# Linguagem recursiva
A linguagem recursiva em matemática,  lógica e ciência da computação, uma linguagem formal (a definir de sequências finitas de símbolos tomados de um fixo alfabeto ) é chamada recursiva se é um subconjunto recursivo no conjunto de todas as palavras possíveis sobre o alfabeto da linguagem. Equivalentemente, uma linguagem é recursiva se existe uma máquina de Turing que sempre pára quando recebe uma sequência finita de símbolos do alfabeto da linguagem como entrada e que aceita exatamente as palavras do alfabeto da linguagem que são parte da linguagem e rejeita todas as outras palavras. Linguagens recursivas são também chamadas de decidíveis ou Turing-decidíveis. A classe de todas as linguagens recursivas é freqüentemente chamado de R, embora este nome é usado também para a classe RP.

Este tipo de linguagem não foi definido na hierarquia de hierarquia de Chomsky de (Chomsky 1959). Todas as linguagens recursivas também são recursivamente enumeráveis.

## Definições
Existem duas definições equivalentes e importantes para o conceito de uma linguagem recursiva:
1. Uma linguagem formal é um subconjunto recursivo no conjunto de todas as palavras possíveis sobre o alfabeto da linguagem.
2. Uma linguagem recursiva é uma linguagem formal para a qual existe uma máquina de Turing tal que, quando é apresentada a uma entrada finita ou uma palavra, para aceitar a palavra pertence a linguagem, e para rejeitar caso contrário. Uma máquina de Turing que sempre é conhecida como um  decisor e dizemos que ela decide a linguagem recursiva.

Da segunda definição, qualquer problema de decisão pode ser mostrado ser decidível exibindo-se um algoritmo para ele que termine (pare) para qualquer palavra de entrada. Um problema indecidível é um problema que não é decidível. Todas linguagens regulares, linguagens livres de contexto e  linguagens sensíveis ao contexto são recursivas.

## Propriedades de fecho
As linguagens recursivas são fechadas sobre as seguintes operações. Isto é, se L e P são duas linguagens recursivas, então as seguintes linguagens são também recursivas:
- O Fecho de Kleene {\displaystyle L^{*}}
- A imagem φ(L) sob um homomorfismo livre-de-cadeia-vazia φ
- A concatenação {\displaystyle L\circ P}
- A união {\displaystyle L\cup P}
- A interseção {\displaystyle L\cap P}
- O complemento de L
- A subtração de conjuntos {\displaystyle L-P}

A última propriedade decorre do fato de que a diferença do conjunto pode ser expressa em termos de interseção e complemento.